# NGC 4905
NGC 4905 est une vaste galaxie lenticulaire située dans la constellation du Centaure. Sa vitesse par rapport au fond diffus cosmologique est de 5 595 ± 22 km/s, ce qui correspond à une distance de Hubble de 82,5 ± 5,8 Mpc (∼269 millions d'al). NGC 4905 a été découverte par l'astronome britannique John Herschel en 1835.
En raison d'une brillance de surface égale à 14,04 mag/am2, on peut qualifier NGC 4905 de galaxie à faible brillance de surface (LSB en anglais pour low surface brightness). Les galaxies LSB sont des galaxies diffuses (D) avec une brillance de surface inférieure de moins d'une magnitude à celle du ciel nocturne ambiant.

## Groupe d'ESO 443-24
Selon A. M. Garcia, NGC 4905 fait partie d'un petit groupe de galaxies qui comprend au moins cinq membres. Les quatre autres galaxies du groupe d'ESO 443-24 sont NGC 4903, ESO 443-24, ESO 443-34 et ESO 443-37.